# Felipe Espino Iglesias
Felipe Fernando Espino Iglesias (Salamanca, Reino de España, 26 de mayo de 1860- Santander, 12 de julio de 1916) fue un pianista, director, pedagogo y compositor romántico y posromántico español. 

## Contexto sociopolítico en la Salamanca de finales delsigloXIXy principios delXX
Estamos ante una Salamanca llena de incomodidades y deficiencias, aislada por las poco desarrollada o inexistentes comunicaciones, anclada en un siglo XIX que no había experimentado la Revolución Industrial, con principios estructurales propios del Antiguo Régimen. Esta precaria situación sin duda alguna afectó a la carrera de Felipe Espino, cuya vida profesional y por lo tanto persona siempre estuvo marcada por preocupaciones en cuanto a la remuneración de su trabajo. 
Además de esta desoladora situación, la cambiante e inestable política nacional que caracteriza la última mitad del siglo XIX hizo cotidianas las tensiones entre las diferentes ideologías y las clases sociales: en 1868 tiene lugar  La Revolución Gloriosa que provoca el exilio de Isabel II dando paso a un período de grandes y sucesivos cambios políticos y sociales que desembocarían en la proclamación del rechazado Amadeo I de Saboya cuya abdicación abrió las puertas a la República, la cual un año después vería su fin con el golpe de Estado a cargo de Manuel Pavía en 1874. 
Este acontecimiento conduce a la restauración de la monarquía de los Borbones con el Joven Alfonso XII el 14 de enero de 1875 en un contexto de máxima celebración al que se unió también la capital salmantina. A pesar de este optimismo, España caminaba al empobrecimiento total, debido al derroche desde las arcas públicas para dichos festejos. Tras su muerte en 1855, tanto con la Regencia de María Cristina de Habsburgo como con Alfonso XIII se suman a los problemas nacionales que se venían arrastrando con asuntos como el conflicto con el Norte de África o las tensiones con Cuba y Filipinas que desencadenarían en la pérdida de las colonias en 1898 con la mayor crisis de sentimiento de nación en el imaginario popular hasta la fecha. 
Durante todo este tiempo relatado, hasta los comienzos del nuevo siglo, Salamanca permanecía ajena al desarrollo que se podía ver en otras regiones españolas. Seguía el predominio de una sociedad agraria asilada del progreso, carente de recursos económicos que imposibilitaban la mejora de infraestructuras, elevadas tasas de mortalidad debido a la falta de higiene y agua, aspecto que propiciaba la continua emigración que incrementaba la pobreza y atraso de la provincia.

## Biografía

### Primeros años de vida y formación (1860-1876)
Felipe Espino nace en el seno de la familia salmantina encabezada por Encarnación Iglesias Sánchez y Vicente Espino González. Fue el pequeño respecto a su hermana María Dolores Elena Vicenta por poco tiempo ya que cuando este contaba con cuatro meses de vida, ella falleció de una congestión cerebral. De los nueve hijos que tuvo el matrimonio- seis niños y tres niñas- solamente tres junto a Felipe llegarían a la edad adulta, consecuencia de la ya mencionada alta tasa de mortalidad de aquel momento. 
La infancia de Felipe Espino transcurrió en un ambiente humilde propio de los barrios con menos recursos de Salamanca. En pocos años adquiriría la madurez que le permitiría sustituir a su tío Pedro Sánchez Ledesma, director de la Escuela de Nobles y Bellas de San Eloy en algunas de sus clases. 
Cursó en el colegio público Escuela de la Casa de la Lonja los estudios de “primera enseñanza” de carácter obligatorio y en una escuela privada los de “enseñanza secundaria”, no obligatoria con notable expediente académico, obteniendo el título de “Bachiller de Artes” a los dieciséis años que capacitaba para iniciar estudios universitarios. 

### Estancia en la Escuela de San Eloy (1868-1877)
Ya desde temprana edad, mostró interés por la música. Su padre quiso explotar este aspecto y pronto le animó a fomentar esta tendencia acudiendo a las clases que impartía su tío Pedro Sánchez Ledesma, quien además de profesor era director de la Sección de Música de la Escuela de Nobles y Bellas Artes de San Eloy. Se trata de una institución docente que proporcionaba el aprendizaje de diferentes disciplinas (estando incluida la música), durante un siglo a cientos de jóvenes salmantinos. Se trata de una empresa cultural pionera, cuyo desarrollo es prácticamente paralelo al del Conservatorio de Madrid. Esta iniciativa se vio apoyada en una Salamanca muy interesada en términos en generales en lo que a la cultura musical se refería a pesar de los momentos de crispación sociopolítica comentados  

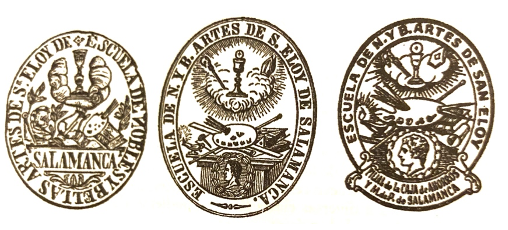
Sellos utilizados por la Escuela de Nobles y Bellas Artes de San Eloy desde principios del hasta la actualidad

Paralelamente a sus estudios ‘ordinarios’, puedo matricularse para el curso 1868-1869, donde desde un principio destacó indudablemente con tres sobresalientes en las materias que componían aquel primer año y que eran: teoría, solfeo y piano. Los dos sucesivos años siguió en esa línea concediéndole la Junta de Gobierno de la Escuela el segundo título más prestigioso de la institución: el de Adicto. En 1872 la escuela organizó una serie de conciertos con el fin de recaudar fondos en los que participaron profesores y alumnos aventajados, donde él mismo participó y ya causó sensaciones entre el público. 
En los cursos 1872-73 y 1873-74 volvió a recibir el título de Adicto, en ambos casos por el virtuosismo que mostraba al piano. Debido a esta continuidad obteniendo tal galardón, se le concedió un Premio Extraordinario. Seguiría matriculado en la escuela dos cursos más, hasta 1877 que da por concluida su estancia, debido a que la categoría de Música fue eliminada del programa formativo de la Escuela. 

### Llegada al Conservatorio de Madrid 1878-1882
Siendo consciente de que le faltaba aún preparación y que Salamanca ya no podría ofrecerle más posibilidades de formación decide trasladar a la capital.  En aquel momento la vida en Madrid resultaba muy difícil, debido al precio excesivo de los alquileres. Por ello, Felipe se vio en la necesidad de dar un concierto que resultó ser un verdadero éxito en el Teatro Liceo de Salamanca en 1878. Dentro del repertorio hay constancia de la interpretación de una composición propia Eva, una zarzuela en un acto. 
Durante los cuatro cursos en el Conservatorio de Madrid, cursó asignaturas de armonía, composición y piano con excelentes calificaciones y obteniendo los galardones de Primer Premio de Piano y el Primer Premio de Composición. Concluido el quinto curso de piano, Espino – que ya había escrito algunas obras como la Mazurka de Salón – se dedicó por completo al estudio de la composición con el profesor y entonces director del Conservatorio Emilio Arrieta. 

### Pensionado en Roma 1883-1885
Tras obtener el Primer Premio de Composición en 1881 se enteró gracias a La Gaceta de Madrid de la existencia de las doce becas que ofertaba la Academia Española de Bellas Artes de Roma, ubicada en el edificio San Pietro in Montorio. El tribunal que le concedió la beca estaba integrado por Francisco Asenjo Barbieri, Mariano Vázquez, Valentín Zubiaurre, Emilio Arrieta, Jesús de Monasterio y José Inzenga. 
De esta forma, con tan solo 22 años emprendía en Italia (coincidiendo con el también salmantino Tomás Bretón) esta nueva etapa en su formación artística. Este programa de pensión tenía una duración de tres años en los que se exigía la composición de diferentes formas musicales: 
| Primer año  | Motete a voces solas “en el modo severo de los siglos XVI y XVII”.                                                                                    | Bone Pastor                                                               |
| Primer año  | Motete en el estilo de la escuela moderna con acompañamiento de orquesta.                                                                             | Ave Verum                                                                 |
| Primer año  | Un acto de ópera sobre libreto castellano o italiano.                                                                                                 | Raquel, con texto de Mariano Capdepón                                     |
| Primer año  | Una copia de alguna obra musical importante, de algún autor español de los siglos XV, XVI o XVII que no hubiera sido publicada o fuese poco conocida. | Copia de una obra de Tomás Luis de Victoria                               |
| Primer año  | Otras obras en este año: La romanza El Suspiro, Marcha Triunfal, Marcha para la exposición de Salamanca                                               |                                                                           |
| Segundo año | Misa breve con acompañamiento de orquesta o de órgano                                                                                                 | Misa en Re para cuatro voces y orquesta                                   |
| Segundo año | Obra instrumental para gran orquesta en el género sinfónico                                                                                           | Poema musical: La Festa del Redentore a Venezia                           |
| Tercer año  | Sinfonía con dimensiones análogas a la sinfonía clásica                                                                                               | No entregado                                                              |
| Tercer año  | Ópera en dos actos (como mínimo) sobre libreto en castellano.                                                                                         | Zahara, ópera en tres actos y cinco cuadros. Libreto de José López Alonso |
| Tercer año  | Ópera que podía ser sustituida por un oratorio en tres partes.                                                                                        | No entregado                                                              |

### Estancia en París 1886-1889
En 1866 consigue una beca privada por parte de la Infanta Isabel de Borbón en París que le permitiría su estancia allí durante tres años. Esta etapa francesa transcurre con algunas dificultades económicas. En este periodo situamos obras como su Menuet en Re bemol, un Motete para el primer aniversario de la muerte de Alfonso XII y un Himno en 1887.

### Entre Madrid y Salamanca 1890-1907
En febrero de 1890 contrae matrimonio con Carlota Pascual Méndez. La pareja fija su residencia en Madrid, pero ante la noticia de que esperan un hijo se trasladan a Salamanca por deseos del compositor. Allí la mencionada Escuela de Nobles y Bellas Artes de San Eloy le propone dirigir un orfeón de nueva creación. Esta iniciativa tuvo mucho éxito entre la sociedad salmantina, que esperaba con ansias los primeros conciertos de presentación los días 8, 15 y 20 de septiembre. 
En 1891 abandona tal cargo y regresa a Madrid, donde dedica su tiempo a la composición, a impartir clases particulares y dar conciertos tanto como solista como director. Debido a las consecuencias sociopolíticas que trajo consigo las tensiones de la guerra colonial, Espino y su familia regresan a Salamanca en 1893. Durante este periodo dedica gran parte de su tiempo a colaborar con la Institución de San Eloy, e incluso confecciona un método de solfeo de gran valor para el aprendizaje en dicha institución. 
En los últimos años del siglo XIX situamos obras como la Obertura de Concierto (1896), obra por la que fue galardonado con una medalla de oro otorgada por la reina regente, o la cantata Gloria al Arte. 

### Docente en el Colegio Nacional de Sordomudos y Ciegos (1897-1907)
En 1897 traslada de nuevo su residencia fija a Madrid y consigue una plaza para un puesto de profesor de música en el Colegio Nacional de Sordomudos y Ciegos de Madrid. Una vez iniciada su labor como docente también plantea una reestructuración de los contenidos de las asignaturas y una reforma del Archivo Musical de la institución de la que se hace cargo sin ningún tipo de remuneración añadida a su humilde sueldo. En este periodo consigue prestigiosas condecoraciones por su trabajo como la Medalla de Plata de la Jura de S. M. el rey don Alfonso XIII y el nombramiento de Caballero de la Orden Civil de Alfonso XII. 

### Veranos familiares en Santander (1900-1905)
Debido a esta escasa remuneración, para mejorar su situación económica, durante el periodo estival desde 1900 a 1905 comienza a dirigir los Conciertos y Fiestas Musicales que el Gran Casino del Sardinero de Santander ofrecía a sus visitantes. 
Durante estos años tuvo la oportunidad de componer y estrenar gran cantidad de pequeñas obras, básicamente de salón como ¡Al Sardinero!, Aurora de la vida, Cantabria o Amor sincero o Rapsodia Montañesa.

### Catedrático del Conservatorio de Música y Declamación de Madrid (1907-1916)
Debido a lo poco valorado que se sentía en el Colegio Nacional de Sordomudos y Ciegos, se presenta a la cátedra de Acompañamiento al piano del Conservatorio de Madrid con un sueldo claramente más alto y menos horas de trabajo permitiéndole mucho más tiempo para desarrollar su labor creativa, estrenando en 1911 su suite Alma Charra dedicada a Salamanca y sus gentes. 
Una vez finalizado el curso académico 1915-1916 debido a sus problemas de salud, decide retirarse de toda actividad musical. Cuando se sintió otra vez con fuerzas tras su retiro, emprendió su camino a Santander en vistas de pasar el verano como acostumbraba a hacer ya desde hace años. Allí tan sólo estaría tan solo un día, porque el 12 de julio de 1916 fallecía a los cincuenta y seis años víctima de una fase aguda de uremia. 

## Sus obras y estado de la cuestión
Debido a la falta de estudio de la obra del compositor salmantino, conocemos parte de los títulos de sus obras (algunos títulos se han ido citando en el desarrollo de los apartados), pero en muchas ocasiones el acceso a las partituras está restringido. Se sabe por los minuciosos estudios de Sara Maíllo que llegó por lo menos a su opus 280.
Contamos con muy pocas obras digitalizadas de dominio público, como ejemplo se adjuntan tres casos: 
·Minueto op. 20 (1890): compuesto durante su estancia en París. 

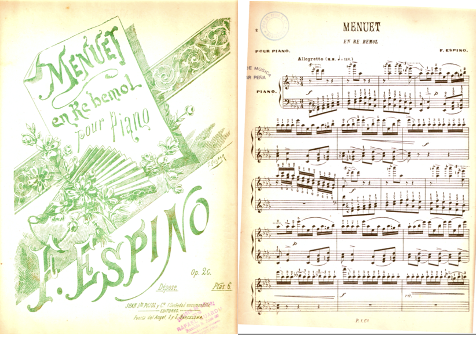
Portada del Menuet op. 20 (1890)

·Polka Burlesca (ca. 1900): forma de origen bohemio de compás binario y tempo vivo creada a mediados del siglo XIX, estando ya en 1840 muy difundida por Europa. En este caso la encontramos como obra suelta de dimensión corta e independiente con ese carácter alegre y rítmico que la caracteriza. 

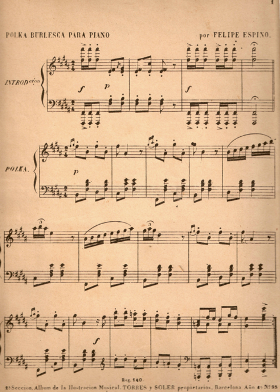
Polka Burlesca (ca. 1900)

·Rapsodia Montañesa Op. 246 (ca. 1904): Inspirada en la región cántabra donde empieza a pasar el periodo estival desde 1900. Se trata de una obra originalmente para orquesta y arreglada por el propio autor para piano y posteriormente para violín y piano. Tuvo gran éxito y fue calificada por la crítica como una obra maestra siendo una obra que “había penetrado y retratado el corazón del pueblo cántabro como ningún otro maestro, ni siquiera local, lo hiciera nunca”. Fue seleccionada por la Embajada de París por la visita del rey Alfonso XIII a la capital francesa en 1905.

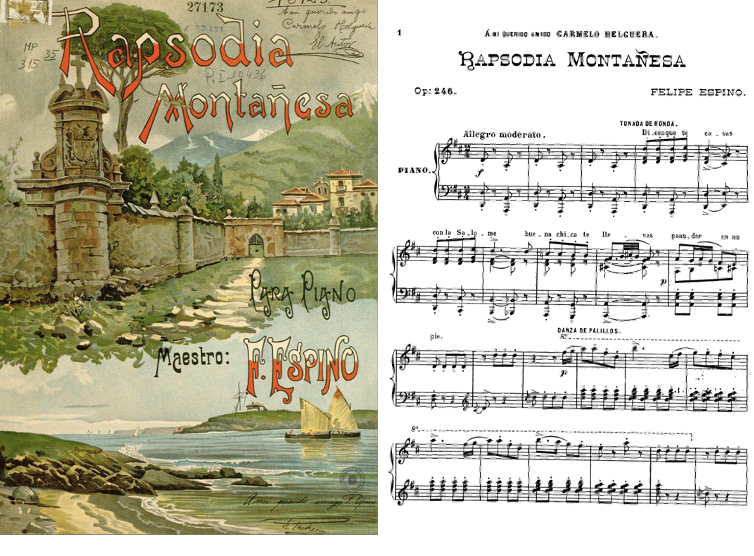
Rapsodia Montañesa Op. 246 (ca. 1904)

## Repercusión de su muerte y olvido de un maestro
Su muerte fue tan llorada por los salmantinos que se propuso desde el Ayuntamiento usar su nombre para una calle contigua a donde él se había criado.  Felipe Espino recibió gran cantidad de condecoraciones y premios en vida, ya desde su estancia en la Escuela de San Eloy, pasando por el Conservatorio de Madrid, su pensionado el Roma y las etapas más posteriores en las que sobre todo se dedicó a la docencia y a la composición. 
Este olvido en la historiografía de su persona y obra es digno de reivindicar puesto que su trayectoria artística y creaciones musicales tuvieron tanta o incluso mayor importancia que otros muchos maestros que sí figuraban habitualmente en obras especializadas, diccionarios, antologías o compendios de historia de la música del país.
Esto puede deberse, en primer lugar, por no tener apellido extranjero, por su excesiva modestia y honradez. Así mismo, a la tendencia del estudio musicológico que ha pervivido durante muchos años que consiste en mirar hacia Europa en lo que se refiere a la música instrumental decimonónica y en particular al piano (recordemos que es el instrumento por excelencia de este siglo), quedándose tan solo con un abanico de nombres nacionales restringido integrado por nombres como Santiago de Masarnau, Martín Sánchez Allú, Juan Bautista Pujol, Teowaldo Power, José Miró, Eduardo Ocón, entre otros 